# Mr.Children "HOME" TOUR 2007 -in the field-
『Mr.Children "HOME" TOUR 2007 -in the field-』（ミスター・チルドレン・ホーム・ツアー にせんなな イン・ザ・フィールド）は、Mr.Childrenの12作目の映像作品。2008年8月6日にトイズファクトリーよりDVDで発売された。

## リリース・音楽性
通常盤のみの1形態で発売。DVD2枚組。三方背ボックス仕様となっており、160ページのフォトブックが封入されている。
Mr.Childrenのメジャー・デビュー15周年を記念して開催されたスタジアムツアー『Mr.Children HOME TOUR 2007 -in the field-』のうち、2007年9月8日 - 9日に行なわれた神奈川・日産スタジアム公演のライブの模様を収録している。クリエイティブ・ディレクターは丹下紘希が、監督は谷聰志が務めた。
Mr.Childrenの映像作品としては、『Mr.Children "HOME" TOUR 2007』以来約9か月ぶりとなるリリース。32ndシングル『GIFT』に続く3か月連続リリースの第2弾と銘打たれている。
本作のアートディレクターも丹下と谷が担当。
発売に合わせ、本作に収録されている「CROSS ROAD」「Sign」「Worlds end」「終わりなき旅」の映像が公式サイトで期間限定で視聴出来た。また、2013年にMr.Childrenの公式YouTubeチャンネルが開設されたことに伴い、「名もなき詩」の映像がアップロードされた。

## チャート成績
初週で約10.3万枚を売り上げ、2008年8月18日付のオリコン週間DVDランキングで初登場1位を獲得。Mr.Childrenとしては『MR.CHILDREN DOME TOUR 2005 "I ♥ U" 〜FINAL IN TOKYO DOME〜』以来となる通算3作目の週間DVDランキング1位となった。

## 出演
- Mr.Children
  - 桜井和寿：Vocal & Guitar
  - 田原健一：Guitar
  - 中川敬輔：Bass
  - 鈴木英哉：Drums
- 小林武史：Keyboards
- 登坂亮太：Chorus
- 山本拓夫：Sax
- 西村浩二：Trumpet
- 四家卯大：Cello
- 沖祥子：Violin
- 伊勢三木子：Violin
- 菊池幹代：Viola

## 収録内容

### DISC 1
1. OPENING
2. 彩り
3. 名もなき詩
  - 曲前に別撮りによる映像が挿し込まれる。
4. 星になれたら
5. シーソーゲーム 〜勇敢な恋の歌〜
  - ライブでは『Mr.Children TOUR REGRESS OR PROGRESS '96～'97 FINAL』以来約10年ぶりとなる演奏。映像化は本作が初となった。
6. CROSS ROAD
  - キーを全音下げて演奏された。
  - バンドとしては『Mr.Children Stadium Tour -Hounen mansaku- 夏祭り 1995 空[ku:]』以来約12年ぶりとなる演奏。
  - 曲前にMCが行なわれた。
7. Tomorrow never knows
8. my life
  - 曲前にMCが行なわれた。
9. ひびき
10. もっと
  - 曲前に別撮りによるインタビュー映像が挿し込まれる。
11. HERO
12. Imagine
  - ジョン・レノンの楽曲のカバー。
13. CENTER OF UNIVERSE

### DISC 2
1. Dance Dance Dance
  - 曲前に別撮りによるインタビュー映像が挿し込まれる。
2. フェイク
3. Any
4. 口笛
  - キーを全音下げて演奏された。
  - 曲前にMCが行なわれていたが、映像ではカットされている。
5. Sign
  - 曲前にMCが行なわれた。
6. ポケットカスタネット
7. Worlds end
8. 終わりなき旅
9. しるし
  - 一番サビ前までは別撮りによる桜井の弾き語り映像に差し替えられている。
10. Wake me up!
  - ここからアンコール。
  - 曲前にMCが行なわれた。
11. innocent world
12. 旅立ちの唄
  - キーを半音下げて演奏された。
  - 曲前にMCが行なわれた。
13. END ROLL
  - BGMは「旅立ちの唄」。
  - エンドクレジットとともに「旅立ちの唄」「GIFT」「タダダキアッテ」「花の匂い」「夏が終わる 〜夏の日のオマージュ〜」のレコーディング映像が流れる。